# 루키타 맥스웰
루키타 맥스웰(Lukita Maxwell, 2001년 10월 28일 ~ )은 미국의 배우이다.

## 출연 작품

### 영화
- 더 영 와이프 (2023)
- 어프레이드 (2024)

### 텔레비전
- 제너레이션 (2021) - 델라일라 역
- 맵다 매워! 지미의 상담소 (2023~) - 앨리스 역